# Lennart van Lierop
Lennart van Lierop (L'Aia, 20 maggio 1994) è un canottiere olandese, campione olimpico nel 4 di coppia a Parigi 2024.

## Palmarès
- Giochi olimpici

Parigi 2024: oro nel 4 di coppia;
- Campionati del mondo di canottaggio

Račice 2022: argento nell'8.
Belgrado 2023: oro nel 4 di coppia.
- Campionati europei di canottaggio

Oberschleißheim 2022: argento nell'8.
Bled 2023: oro nel singolo.